# Mariamne IV
Mariamne IV fou filla de Josep i d'Olímpies (nebot i filla, respectivament, d'Herodes el Gran). Es va casar amb Herodes de Calcis amb el qual fou reina de Calcis i amb el qual va tenir un fill de nom Aristòbul; Herodes es va casar després amb Berenice (filla d'Herodes Agripa I).